# Knud Sinding (maler)
Knud Sinding (født 27. august 1875 i Aarhus, død 5. maj 1946 i København) var en dansk maler.
Sinding begyndte 1895 sine studier på Kunstakademiet og på Zahrtmanns skole. 1911 tog han med Kristian Zahrtmann til Civita d'Antino og blev dermed en del af Kunstnerkolonien i Civita d'Antino.
Han malede blandt andet landskaber og folkelivsbilleder fra Italien og den jyske hede. Hans største inspiration skulle være Christen Dalsgaard.
| - Scener fra Danmark - Pløjescene, 1908 - Interiør i aftenlys med læsende kvinde, 1918 - En vestjysk bondefamilie flytter, 1926 - 'Husmandskone, der bøder et Tøjr', 1931 - Landskab med får og hyrdedreng, 1933 |

| - Sommerdag i Svinkløv ved Jammerbugten, 1935 - 'Fra Markedspladsen bag en lille Limfjordsby', 1936 - Gårdeksteriør med høns, 1939 - Bondegårdsidyl med høns, 1941 - Sommerdag med en lille fårehyrde, ukendt dato - Ved en kirke, ukendt dato |

| - Scener fra Italien - Villa i bjerglandskab, 1909 - Gadescene, Civita d'Antino, 1910 - Portræt af italienere, 1910 - Trappen til Porta Flora i Civita d'Antino, 1911 - To piger ved en fontæne, 1913 - Tre italienske drenge med en sort gris, 1913 - Bordet dækkes, 1913 - Parti fra Italien med en ung kvinde og et æsel, 1924 - Byparti fra Urbino, 1929 - Civita d'Antino, 1929 - Udsigt fra Civita d'Antino, 1938, Imago Museum |

| - Andre værker af Knud Sinding - Opstilling med frugter i en skål, 1909 - 'Fra kunstnerens hjem', 1925 - Fra kunstnerens dagligstue, på væggen Sindings egne malerier, 1944 - Interiør med kvinde, ukendt dato - 'Mor og Barn', ukendt dato - Portræt af pige i profil, ukendt dato |